# Maurizio Arcieri
Maurizio Arcieri, noto anche con lo pseudonimo di Maurizio (Milano, 30 aprile 1942 – Varese, 29 gennaio 2015), è stato un cantante, attore e compositore italiano, cofondatore del complesso musicale New Dada e del duo Krisma.

## Biografia
(Maurizio Arcieri)

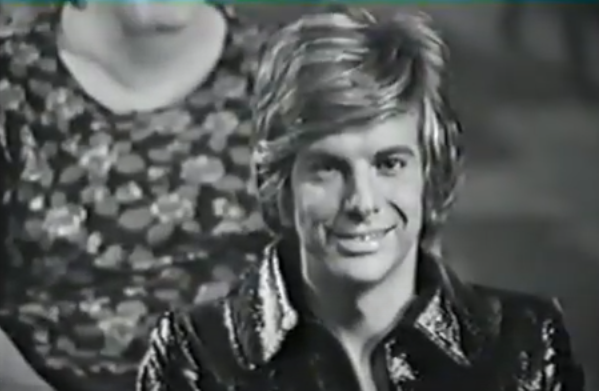
Maurizio Arcieri concorrente di Canzonissima 1969

Fondatore del complesso beat New Dada negli anni sessanta,
nel 1967 esordisce come solista con il nome d'arte di Maurizio e incide brani quali Il comizio, Ballerina e Lady Jane, arrivando al successo con 5 minuti e poi, presentato alla manifestazione Un disco per l'estate del 1968. In questo periodo, all'apice della popolarità, intraprende la carriera di attore di fotoromanzi e appare, accanto a Orchidea De Santis, nel musicarello Quelli belli... siamo noi diretto da Giorgio Mariuzzo nel 1970.
Nel 1976, insieme a Christina Moser, fonda a Londra il duo Krisma che produce brani di musica elettronica come Black Silk Stocking, Lola, Aurora B, Many Kisses, Water, Samora Club. Durante un concerto nel febbraio del 1978 a Reggiolo, per rispondere a una contestazione del pubblico, si tagliò volontariamente un dito (molti però lo ritennero un trucco). Negli anni ottanta il duo si trasferisce a New York e incide alcuni album per la Atlantic Records fra cui Fido; tornato in Europa, lavora per la Rai realizzando programmi come Pubblimania e Sat Sat. A fine anni novanta, fonda il canale satellitare KrismaTV.
Arcieri e la Moser, durante la loro lunga carriera, collaborano con vari artisti fra cui Vangelis, Hans Zimmer, Subsonica e Franco Battiato. Con quest'ultimo nel 2004 Maurizio Arcieri collabora alla composizione di alcune musiche dell'album Dieci stratagemmi. Dal 2009 al 2011 Maurizio Arcieri è nel cast fisso del programma di seconda serata Chiambretti Night, al fianco della moglie.
Malato da tempo, muore all'ospedale di Varese il 29 gennaio 2015 all'età di 72 anni.

## Discografia parziale

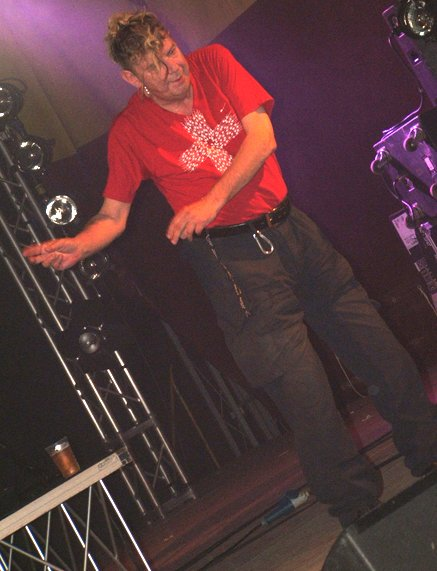
Arcieri dal vivo con i Krisma nel 2007

### Discografia solista

#### Album in studio
- 1973 – Trasparenze (Polydor, 24448 014A, LP)

#### Singoli
- 1967 – Ballerina/Non c'è bisogno di camminare (Bluebell, 7")
- 1967 – Lady Jane/T'amo da morire (Bluebell, 7")
- 1967 – Il comizio (di Maurizio)/Il fiore all'occhiello (Joker, 7")
- 1968 – Era solo ieri/Ricomincio da zero (Joker, 7")
- 1968 – Cinque minuti e poi.../Un'ora basterà (Joker, 7")
- 1969 – Elizabeth/Sirena (Joker, 7")
- 1969 – 24 ore spese bene con amore/Cade qualche fiocco di neve (Joker, 7")
- 1969 – L'amore è blu/... ...ma ci sei tu!/E schiaffeggiarti (Joker, 7")
- 1970 – Prima estate/24 ore spese bene con amore (Playtime, 7")
- 1970 – Guardami, aiutami, toccami, guariscimi (See Me, Feel Me)/Prima estate (Polydor, 7")[5]
- 1971 – Rose blu/Il mare tra le mani (Polydor, 7")
- 1971 – L'uomo e la matita/La gloria e l'amore (Polydor, 7")
- 1971 – Déjà l'eté est là/Rose blu (Polydor, 7")
- 1972 – Deserto/La decisione (Polydor, 7")
- 1972 – I giochi del cuore/Un uomo (Polydor, 7")
- 1973 – Il grigio nella mente/Sereno (Polydor, 7")
- 1974 – Stagioni fuori tempo/Un dolce scandalo (Polydor, 7")
- 1974 – Un dolce scandalo/Il grigio nella mente (Polydor, 7")
- 1975 – Scusa/Un giorno da re (Polydor, 7")
- 1975 – 1º Agosto/Juke box (Polydor, 7")

#### Raccolte
- 1970 – Maurizio (Joker, SM 3050, LP)
- 1975 – Maurizio (Polydor, 2448 042 A, LP)
- 1996 – Cinque minuti e poi... (Joker, CD 22061, CD)
- 2011 – Maurizio (BTF, CDJ 5001, CD 22061)

### Discografia con i New Dada

#### Album in studio
- 1967 – I'll go crazy

### Discografia con i Chrisma/Krisma

#### Album in studio
- 1977 – Chinese Restaurant
- 1979 – Hibernation
- 1980 – Cathode Mamma
- 1982 – Clandestine Anticipation
- 1983 – Fido (ridistribuito in Italia come Nothing to Do with the Dog)
- 1986 – Iceberg
- 1989 – Non ho denaro
- 2001 – The Best
- 2008 – Emo-euro-emo
- 2008 – Opera Punk

#### Raccolte
- 1982 – Chrisma
- 1999 – Many Kisses e altri successi

## Filmografia
- Quelli belli... siamo noi, regia di Giorgio Mariuzzo (1970)
- Perdutoamor, regia di Franco Battiato (2003)
- Sexy shop, regia di Maria Erica Pacileo e Fernando Maraghini (2014)

## Programmi TV
- Fuori orario. Cose (mai) viste
- Pubblimania
- Sat Sat
- Be-Bop-A-Lula
- Cocktail d'amore (2003)
- Chiambretti Night (2009)